# Малдун (Техас)
Малдун (англ. Muldoon) — місто (англ. town) в США, в окрузі Файєтт штату Техас. Населення — 4641 особа (2010).

## Географія
Малдун розташований за координатами 29°54′45″ пн. ш. 96°52′35″ зх. д. / 29.91250° пн. ш. 96.87639° зх. д. (29.912609, -96.876296).  За даними Бюро перепису населення США в 2010 році місто мало площу 10,74 км², з яких 10,71 км² — суходіл та 0,03 км² — водойми.

## Демографія
Згідно з переписом 2010 року, у місті мешкала 4641 особа в 1854 домогосподарствах у складі 1221 родини. Густота населення становила 432 особи/км².  Було 2182 помешкання (203/км²).
Расовий склад населення:
| - 73,5 % — білих - 9,5 % — чорних або афроамериканців - 1,2 % — корінних американців - 0,5 % — азіатів - 0,1 % — вихідців з тихоокеанських островів - 12,8 % — осіб інших рас |

До двох чи більше рас належало 2,3 %. Частка іспаномовних становила 31,1 % від усіх жителів.
За віковим діапазоном населення розподілялося таким чином: 25,6 % — особи молодші 18 років, 56,2 % — особи у віці 18—64 років, 18,2 % — особи у віці 65 років та старші. Медіана віку мешканця становила 37,2 року. На 100 осіб жіночої статі у місті припадало 91,9 чоловіків;  на 100 жінок у віці від 18 років та старших — 90,1 чоловіків також старших 18 років.
Середній дохід на одне домашнє господарство  становив 54 137 доларів США (медіана — 41 757), а середній дохід на одну сім'ю — 66 468 доларів (медіана — 54 875). Медіана доходів становила 37 670 доларів для чоловіків та 25 125 доларів для жінок. За межею бідності перебувало 24,5 % осіб, у тому числі 40,2 % дітей у віці до 18 років та 14,2 % осіб у віці 65 років та старших.
Цивільне працевлаштоване населення становило 1894 особи. Основні галузі зайнятості: освіта, охорона здоров'я та соціальна допомога — 23,7 %, транспорт — 11,4 %, будівництво — 10,9 %.